# Еганов, Сергей Дмитриевич
Сергей Дмитриевич Еганов (род. 21 апреля 1957, Горький) — советский хоккеист, нападающий. Мастер спорта СССР.

## Биография
Воспитанник горьковского «Торпедо». В сезонах 1975/76 — 1979/80 играл во второй лиге за горьковский «Полёт». 18 сентября 1979 в гостевом матче первого тура против ленинградского СКА (3:7) дебютировал в чемпионате СССР в составе «Торпедо», проведя единственный матч в сезоне. В сезоне 1980/81 играл во второй лиге за «Кренгольм» Нарва. 9 сезонов провёл в «Торпедо» в высшей лиге. Затем играл в низших лигах за «Кварц» (Бор, 1989/90 — 1990/91), «Нефтехимик» Нижнекамск (1993/94, по другим данным — 1992/93), «Холмогорец» (Ноябрьск, 1994/95 — 1996/97).
Инструктор по хоккею с шайбой в ФОК «Энepгия» (Дальнее Константиново).